# Carl August Ehrensvärd

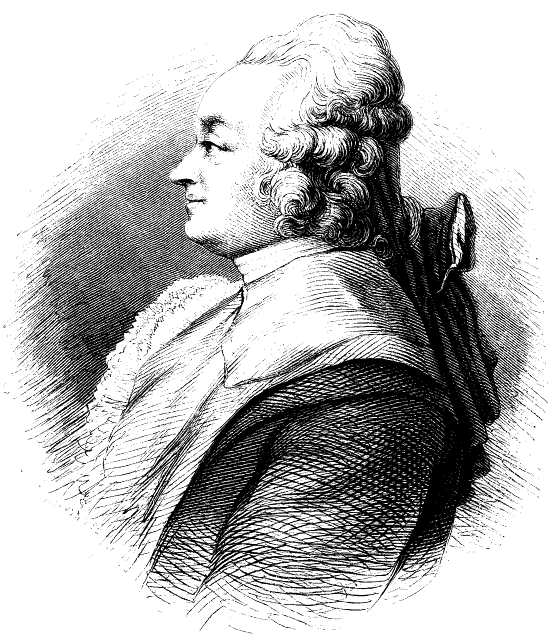
Carl August Ehrensvärd (1745–1800)

Graf Carl August Ehrensvärd (* 5. Mai 1745 in Stockholm; † 21. Mai 1800 in Örebro) war ein schwedischer Zeichner, Architekt und Kunsttheoretiker. Außerdem bekleidete er verschiedene Ämter innerhalb des schwedischen Militärs.

## Leben
Als Sohn des Architekten Augustin Ehrensvärd, der die Festung Suomenlinna vor Helsinki erbaute, wuchs Ehrensvärd auf ebendieser Festungsinsel auf. Hier erlernte er neben seiner militärischen Ausbildung auch das Kunsthandwerk von seinem Vater und dem Künstler Elias Martin. Er diente dann in Pommern an der Seite seines Vaters, studierte das französische Seewesen und half dann dem Vater bei der Anlegung von Sveaborg und dem Bau der Schärenflotte. Im Alter von 32 Jahren war er bereits Oberst und sieben Jahre später (1784) wurde er zum Oberadmiral ernannt. Als solcher führte er beim Ausbruch des Russischen Krieges den befehl in der ersten Seeschlacht bei Svensksund am 24. August 1789 und hatte bereits eine Abteilung der russischen Flotte geschlagen, als die Hauptmacht dieser Flotte in den Sund eindrang. Sein Plan, sich zurückzuziehen, wurde von König Gustav III. nicht gebilligt, daher legte Ehrensvärd den Befehl nieder.
Nach dem Tod Gustavs III. stellte ihn die neue Regierung 1792 mit dem Titel eines Generaladmirals an die Spitze des gesamten Seewesens. Doch trat er bereits 1794 von seinem Posten zurück, weil er sich ganz dem Studium der Naturwissenschaften und der Kunst widmen wollte. Bereits die 1780 bis 1782 unternommene Reise nach Italien hatte ihn für die Antike begeistert. Ehrensvärd erwies sich als ein Geistesverwandter Johann Joachim Winckelmanns, den er jedoch nicht kannte. Für die zeitgenössische Kunst hatte er nichts im Sinn und mit der damals in Schweden herrschenden Kunstauffassung stand er in schroffem Gegensatz. Sein Portrait einer Dame von 1795 im Nationalmuseum in Stockholm inspirierte René Magritte.
Carl August Graf Ehrensvärf starb 1800 auf einer Reise nach Örebro.

## Veröffentlichungen
- Resa till Italien. Stockholm (1786)
- De fria konsters philosophie. Stockholm (1786)